# ۳-آمینوبنزوئیک اسید
۳-آمینوبنزوئیک اسید (به انگلیسی: 3-Aminobenzoic acid) با فرمول شیمیایی C۷H۷NO۲ یک ترکیب شیمیایی است. که جرم مولی آن ۱۳۷٫۱۳۵۹۸ g/mol می‌باشد. شکل ظاهری این ترکیب، سفید مایل به زرد-red crystalline powder است.